# Coccycua
Genre
Le genre Coccycua comprend 3 espèces d'oiseaux de la famille des Cuculidae, autrefois classées dans les genres Coccyzus et  Piaya.
La résurrection de ce genre par le South American Classification Committee devrait conduire la CINFO à unifier le nom normalisé de ces 3 espèces.

## Liste des espèces
D'après la classification de référence (version 5.1, 2015) du Congrès ornithologique international (ordre phylogénique) :
- Coccycua minuta – Petit Piaye
- Coccycua pumila – Piaye nain
- Coccycua cinerea – Piaye cendré